# Laurence Godfrey
Laurence Godfrey, britanski lokostrelec, * 9. junij 1976.
Sodeloval je na lokostrelskem delu poletnih olimpijskih igrah leta 2004, kjer je osvojil 4. mesto v individualni konkurenci.